# Musca nitens
Musca nitens este o specie de muște din genul Musca, familia Muscidae. A fost descrisă pentru prima dată de Zetterstedt în anul 1845. Conform Catalogue of Life specia Musca nitens nu are subspecii cunoscute.